# Dina Galiakbarova
Dina Eduardovna Galiakbarova (em russo: Дина Эдуардовна Галиакбарова; Bisqueque, 2 de novembro de 1991) é uma ex-esgrimista russa, campeã europeia e mundial.

## Biografia
Dina Galiakbarova nasceu na cidade de Bisqueque, capital do Quirguistão, em 2 de novembro de 1991. Começou a praticar esgrima aos 14 anos em São Petersburgo por causa de seu pai e avô.
De 2010 a 2012, fez parte da equipe da Rússia que consagrou-se tricampeã mundial. Nos três títulos, as russas derrotaram as ucranianas. Por sua vez, as adversárias terminaram vitoriosas em 2013.
No mesmo período, conquistou dois ouros e um bronze em campeonatos europeus, além de uma prata e um bronze em Universíadas.

## Palmarès
Campeonatos Mundiais
| Ano  | Local     | Evento            | Posição | Ref.  |
| ---- | --------- | ----------------- | ------- | ----- |
| 2010 | Paris     | Sabre por equipes | 1.ª     | [ 3 ] |
| 2011 | Catânia   | Sabre por equipes | 1.ª     | [ 4 ] |
| 2012 | Quieve    | Sabre por equipes | 1.ª     | [ 5 ] |
| 2013 | Budapeste | Sabre por equipes | 2.ª     | [ 6 ] |

Campeonatos Europeus
| Ano  | Local       | Evento            | Posição | Ref.  |
| ---- | ----------- | ----------------- | ------- | ----- |
| 2012 | Legnano     | Sabre por equipes | 1.ª     | [ 7 ] |
| 2014 | Estrasburgo | Sabre por equipes | 1.ª     | [ 6 ] |
| 2011 | Sheffield   | Sabre por equipes | 3.ª     | [ 9 ] |

Universíada
| Ano  | Local    | Evento            | Posição | Ref.   |
| ---- | -------- | ----------------- | ------- | ------ |
| 2009 | Belgrado | Sabre por equipes | 2.ª     | [ 10 ] |
| 2013 | Cazã     | Sabre por equipes | 3.ª     | [ 11 ] |